# 北野翔太
北野 翔（きたの しょう、1991年6月9日 - ）は、日本のAV男優。旧芸名 北野翔太。エロメンとして、2015年SILK LABOでデビュー。キャッチコピーは「角度と勢いは負けません♡さわやかエロプリンス」

## 略歴
- 2015年3月　SILK LABOの配信先行作品「go beyond」にてデビュー。
- 2015年5月　GIRL'S CH作品「After School」にて本格的にデビュー。
- 2015年10月　『劇団Rexy』の旗揚げに参加。同年11月に旗揚げ公演『ロミオとジュリエットですが・・・』にて舞台デビュー。
- 2018年11月　所属事務所であるリングス・エンターテインメントとの契約解除。
- 2018年12月　北野翔と改名して活動再開。(株)フォーティーフォーマネジメント所属となる。
- 2018年12月　個人撮影会(個別オフ会)、飲食イベントetc. 開催開始。
- 2019年7月　女性向け作品の新メーカー『PRINCE LOVE』に出演。
- 2020年8月　ファンクラブ発足 Fantia
- 2021年8年　同人AV作品、FC2とFantiaにて販売開始
- 2022年4月　フリーで活動開始

## 人物・エピソード
- 原宿でAV男優にスカウトされた[1][2]。
- 美術大学の写真学科を卒業している[3]。
- 趣味：カフェ巡り、美術鑑賞
- 特技：写真、水泳
- 好きな食べ物：カレー
- 嫌いな食べ物：なし
- 料理もしっかりできる
- 休日の過ごし方：ゲーム
- 座右の銘：人間だもの
- 好きな動物：犬
- 好きな女の子のタイプ：家庭的でエロい人

## 出演作品 (SILK LABO , GIRL'S CH , PRINCE LOVE)、その他、舞台

### アダルトDVD（女性向け作品）
【2015年】
- Deep Desire -Jealousy-　(5月9日) 弟役
- 恋するサプリ 2錠目 -新しいカレ-　(6月6日)
- Addictive Triangular　(7月9日)
- スイート・トラブル・ハウス　(8月6日)
- ...because Egoist　(10月8日) 同僚役
- Face to Face 6th season　(11月1日)
- Hide & Seek Ⅲ　(12月10日) 店員役

【2016年】
- Girl's pleasure II EROMEN×大槻ひびき　(4月7日)
- Triangular Of the Beginning　(7月7日)
- The Best Collection V　(8月6日)
- ドラマじゃないモン‼︎~さえない一般人の私に訪れた夢みたいなスキャンダル~　(12月8日)

【2017年】
- Face to Face 7th season　(2月2日)
- The Best Collection Ⅵ　(6月1日)
- 1/7 ナナブンノイチ "運命の男"を探す、濃厚すぎる一週間　(8月10日)
- Face to Face 8th season　(9月7日)
- MY SWEET DARLING ~優男、時々オオカミくん?!~　(10月5日)
- COCOON complete works 北野翔太　(10月5日)
- ミッドナイト×スクランブル -大学生活最後のゼミ合宿　(12月7日)

【2018年】
- After work プライベートオフィス　(1月11日)
- 四畳半ダーリン其の二 -NO MONEY NO LOVE⁈-　(2月8日)
- Hide & Seek Ⅳ　(3月8日)
- One's Daily Life season4 -new life-　(5月10日)
- 凸凹Night School アンタなんかお断り!　(8月9日)
- アンマッチング 勘違いからはじまる恋、お互いを知ってはじまる恋　(10月11日)
- Midnight Egoists　(12月6日)

【2019年】
- 素直になれない恋人たち 3rd season　(3月7日)
- COCOON anthology Ⅹ　(5月9日)

【2020年】
- GOSSIP＆SCANDAL FOCUS001　(2月6日)
- 忘れられない夜にしよう。　(10月8日)
- Deep Desire Ⅴ -break-　(11月12日)
- 素直になれない恋人たち 4th season　(12月10日)

【2016年】
- あやまんJAPAN の「どこでも、誰でも、大丈夫。」　(5月26日）
- パラレルキス　(8月18日)
- 北野翔太 best collection vol.1　(8月18日)
- 秘密 中島知子監督作品第5弾　(8月18日)
- 最高の上司 最高の同僚　(12月8日)

【2017年】
- 「燃えるなよ剣」エロティック外伝 -遥かなる時空を超えて-　(1月6日)
- 7LOVEs VOL.1　(2月2日)
- 7LOVEs VOL.2　(2月2日)
- 本当にあった濡れる話　(2月2日)
- 黒王子と白王子 ~ドSと鬼畜~ 黒王子の婚約者に犯されて…ダメッ…イク　(3月2日)
- 黒王子と白王子 ~ドSと鬼畜~ 白王子の監禁調教 淫らに感じる身体　(3月2日)
- 7LOVEs スピンオフ企画  一徹の温泉でココだけの話　(3月2日)
- GIRL'S CH恋愛図鑑 ~隣のカップル達のリアルSEXを観察~ Actor:北野翔太　(4月6日)
- 諦めない男 ~北野翔太~　(6月1日)
- 六つ子、禁断の恋　(6月1日)
- 北野翔太のダイホンナシ　(7月6日)
- 自撮りエッチ ~4人の男が欲望のおもむくままプライベート濃密SEX ~ 第一集　(8月10日)
- 囚われた捜査官 ~愛した女が俺の敵~　(9月7日)
- 変態用務員に何度も犯されて　(10月5日)
- LOVE AND THE LIFE CASE.1　(11月2日)
- 東京オナニースタイル　(11月2日)
- 超高級ソープボーイ 北野翔太　(12月7日)
- BAR OF HAPPINESS FLAP　(12月7日)
- 俺を酔わせてどうするの？　(12月21日)

【2018年】
- 流出!個人撮影会 ~淫乱羞恥プレイに悶える いいなりモデル 北野翔太~　(2月8日)
- 北野翔太 Best collection vol.2　(3月8日)
- イチャイチャ同棲彼氏 ツンデレ 北野翔太編　(3月8日)
- 女王様ゲーム　(4月12日)
- 本当にあった濡れる話 ~ねじれた関係編~　(5月10日)
- 本当にあった濡れる話 ~いけない関係編~　(5月10日)
- 西園寺家の一族 ~愛されメイドの淫らな生活~　(6月7日)
- 女王様ゲーム After Story したがり女の逆夜這い　(6月7日)
- 変態看守に何度も犯されて　(7月12日)
- 恋するダンス　(8月9日)
- 恋してダンス　(9月6日)

【2019年】
- C-3探偵事務所~あらゆる調査を、愛をこめて、最後まで~ ディレクターズカット版　(5月9日)

### ネット配信作品
【2015年】
- go beyond　(3月19日)
- want to meet soon　(5月21日)
- timid　(8月20日)
- peach taste　(9月25日)
- スイート・トラブル・ハウス番外編  千紘の春 -北野翔太-　(10月8日)
- first kiss　(12月24日)

【2016年】
- contrary　(1月21日)
- No problem!　(3月17日)
- my prince　(5月26日)
- cosme　(6月16日)
- Triangular Of the Beginning　(6月23日)
- The Best Collection V　(7月20日)
- coffee break　(7月28日)
- secret　(9月1日)
- to be excused　(11月17日)
- ドラマじゃないモン!!~さえない一般人の私に訪れた夢みたいなスキャンダル~　(11月24日)
- so cute　(12月26日)

【2017年】
- Face to Face 7th season　(1月19日)
- childish　(1月26日)
- COCOON anthology 8　(2月16日)
- sucker punch　(2月23日)
- fine line　(3月9日)
- timing　(5月11日)
- The Best Collection Ⅵ　(5月18日)
- routine　(6月8日)
- COCOON anthology 9　(6月15日)
- ever since　(7月12日)
- secret meeting　(7月19日) 配信先行
- 1/7ナナブンノイチ “運命の男”を探す、濃厚すぎる一週間　(7月20日)
- nailist　(8月16日)
- Face to Face 8th season　(8月24日)
- MY SWEET DARLING 優男、時々オオカミくん?!　(9月28日)
- COCOON complete works 北野翔太　(9月28日)
- my bad　(9月28日)
- anywhere　(10月27日)
- ミッドナイト×スクランブル-大学生活最後のゼミ合宿-　(11月23日)

【2018年】
- trip　(1月26日)
- バス・セラピー　(4月5日) 配信先行
- メリハリ　(4月19日)
- cleaning　(6月7日)
- ターゲット/エネミー　(7月1日) 配信先行
- say anything　(11月1日) 配信先行

【2019年】
- turn on　(1月7日) 配信先行
- 恥ずかしさのその先に　北野翔太×葉山美空　(1月17日)
- 素直になれない恋人たち 3rd season / Dear: 北野翔太×石川祐奈　(3月7日)
- I'm drunk　(3月22日)
- COCOON anthology Ⅹ　(5月9日)

【2020年】
- GOSSIP＆SCANDAL FOCUS001　(2月6日)
- 忘れられない夜にしよう。　(10月8日)
- Deep Desire Ⅴ -break-　(11月12日)
- 素直になれない恋人たち 4th season　(12月10日)

【2015年】
- 自己紹介＆インタビュー no.148 北野翔太　(3月13日)
- 北野翔太のSEXY PHOTO メイキング-1　(3月22日)
- 北野翔太のSEXY PHOTO メイキング-2　(4月5日)
- 北野翔太イケメンフルコース #1 BOYS ROOM　(5月5日)
- 北野翔太イケメンフルコース #2 男子の限界顔いただきます　(5月12日)
- 北野翔太イケメンフルコース #3 くすぐりガマン顔いただきます　(5月19日)
- After School ~北野翔太オリジナル love 主演デビュー作品~　(5月29日)
- イケメンBUCHAIKU #25　(6月15日)
- イケメンBUCHAIKU #26　(6月16日)
- イケメンBUCHAIKU #28　(6月23日)
- イケメンBUCHAIKU #29　(6月29日)
- イケメンBUCHAIKU #30　(6月30日)
- イケメンBUCHAIKU #31　(7月6日)
- イケメンBUCHAIKU #32　(7月7日)
- パラレルキス 新堂ユキト　(7月18日)
- パラレルキス 中川草太　(8月1日)
- パラレルキス 佐野修　(8月15日)
- CHインタビュー ききたい事がいっぱい #1~#3　(9月17、24日、10月8日)
- あやまんJAPAN の「どこでも、誰でも、大丈夫。」第7話　(10月9日)
- 北野翔太はワタシのカレシ~love days~ 前編 今日はオレが洗ってあげる　(10月9日)
- 恋愛ウォッチ -カップル盗撮- No.002 たまの休みの日曜日　(10月9日)
- 劇団Rexy 誕生!　(10月15日)
- 劇団Rexy 舞台稽古メイキングvol.1　(10月15日)
- 北野翔太はワタシのカレシ~love days~ 後編 オレと結婚してくれませんか？　(10月16日)

【2016年】
- 劇団Rexy 北野翔太サイン入り小道具(パンフレット)　(1月14日)
- イケメン大集合!!ラブホ新年会!!!　(1月15日)
- いけない欲望 #1 真昼の情事　(3月25日)
- HOW TO オナニー 私だけの本当に気持ちいいオナニー　(4月22日)
- いけない欲望 特別未公開メイキング 北野翔太と南佳也が初対面　(4月23日)
- 中島知子監督作品第五弾 秘密 第1夜　(5月27日)
- 女性向けマル秘風俗はじめました。指名・北野翔太　(5月27日)
- 中島知子監督作品第五弾 秘密 第2夜　(6月3日)
- 中島知子監督作品第五弾 秘密 第4夜　(6月17日)
- 貴女のワガママな性欲、解放します ~オーダーSEX~ 北野翔太　(6月24日)
- 隣人のエロい声が毎日聞こえてきて ~本当にあった濡れる話~　(7月15日)
- 中島知子監督作品第五弾 秘密 第8話　(7月15日)
- 媚薬を飲んでエッチになったカレにイカされて ~本当にあった濡れる話~　(7月22日)
- いけない欲望 特別未公開メイキング　(8月8日)
- anan掲載記念!GIRL'S CHイケメンインタビュー 北野翔太編　(8月10日)
- 有馬芳彦が北野翔太に完全密着!最高の上司 最高の同僚　(9月2日)
- GIRL'S CH イケメンBUCHAIKU 4th season 完全版　(9月8日)
- 最高の上司 最高の同僚　(9月9日)
- 野村佐紀子による個展「雁-GUN-」開催決定　(11月9日)
- 劇団Rexy旗揚げ公演「ロミオとジュリエットですが…」　(11月18日)
- 劇団Rexy第二回公演「7人のギャングスター」　(11月18日)
- 劇団Rexy第三回公演「燃えるなよ剣」　(11月18日)
- 「燃えるなよ剣」エロチック外伝 ~遥かなる時空を超えて~　(11月25日)
- 7LOVEs 【第一、二話】　(12月16日)
- 7LOVEs 【第三〜九話】　(12月22日)

【2017年】
- 7LOVEs　(1月20日)
- 熱海でぶっちゃけ大宴会【7LOVEsスピンオフ企画】　(1月20日)
- マル秘入浴タイム【7LOVEsスピンオフ企画】　(1月20日)
- マル秘真剣トーク【7LOVEsスピンオフ企画】　(1月20日)
- 誕生日にパティシエの彼とヌルヌルでエッチな生クリームプレイをして ~本当にあった濡れる話~　(1月27日)
- 黒王子と白王子~ドSと鬼畜~ 黒王子の婚約者に犯されて…ダメッ…イク　(2月17日)
- 黒王子と白王子~ドSと鬼畜~ 白王子の監禁調教 淫らに感じる身体　(2月24日)
- イケメンの真剣顔 ~有馬芳彦と北野翔太が撮影の合間に◯◯に挑戦~ ラブジェンガ編　(2月24日)
- GIRL'S CH恋愛図鑑 ~隣のカップル達のリアルSEXを観察~　(3月10日)
- 【出演者紹介⑩】劇団Rexy第4回公演「晴れときどき、わかば荘」　(3月12日)
- 六つ子、禁断の恋 ~僕は兄弟に恋をする~

　(5月5日)
- 諦めない男　(5月12日)
- 北野翔太のダイホンナシ　(6月23日)
- 自撮りエッチ 北野翔太撮影2作品コンプリートBOX　(7月28日)
- デリカレ ~カレシ、ハケンします　(7月28日)
- 囚われた捜査官~愛した女が俺の敵~ 正義感の強い男捜査官が囚われ犯され、やがて快楽地獄へ!!　(8月11日)
- 変態用務員に何度も犯されて　(9月8日)
- 第5回公演風呂ダンサーズ 撮って出しNEWS② 桶川司役の北野翔太からのメッセージ　(9月30日)
- 東京オナニースタイル ~十人十色、男子のオナニーカタログ~　(10月13日)
- 第5回公演風呂ダンサーズ 撮って出しNEWS17 桶川司役の北野翔太のビジュアル撮影風景　(10月15日)
- 劇団Rexy第四回公演「晴れときどき、わかば荘」　(10月18日)
- LOVE AND THE LIFE CASE.1　(10月27日)
- 第5回公演風呂ダンサーズ 撮って出しNEWS(32) 北野翔太と佐伯恵太 2人で筋トレ風景　(11月22日)
- 超高級ソープボーイ 北野翔太　(11月24日)
- BAR OF HAPPINESS FLAP (12月1日)
- 俺を酔わせてどうするの？お酒が入り、隙だらけ・乱れまくり・やりまくり!!　(12月22日)

【2018年】
- 流出!個人撮影会 ~淫乱羞恥プレイに悶える いいなりモデル 北野翔太~　(1月12日)
- イチャイチャ同棲彼氏 ツンデレ北野翔太編　(2月9日)
- 北野翔太 Best collection vol.2　(3月2日)
- 女王様ゲーム　(3月16日)
- 男優と男優 Special!　(3月30日)
- 本当にあった濡れる話~いけない関係編~　(4月13日)
- 本当にあった濡れる話~ねじれた関係編~

(4月13日)
- 劇団Rexy第5回公演「風呂ダンサーズ」　(4月19日)
- 劇団第6回公演「風呂ダンサーズⅡ」撮って出しNEWS② 桶川司役の北野翔太 ビジュアル撮影の様子とインタビューをご紹介　(4月21日)
- 女王様ゲーム After Story したがり女の逆夜這い　(5月11日)
- 西園寺家の一族~愛されメイドの淫らな生活~　(5月25日)
- 変態看守に何度も犯されて　(6月22日)
- 恋するダンス　(7月27日)
- 劇団Rexy 第6回公演「風呂ダンサーズⅡ 今度は人助け!」　(8月18日)
- 恋してダンス　(8月24日)
- 囚われた捜査官Ⅲ~永遠に続く悪夢~　(8月28日)
- GIRL'S CH 男子の感じ顔･乱れ顔･イキ顔 select　(9月28日)
- エッチなお店に潜入してみました　(10月26日)
- 劇団Rexy 第6.5回公演 朗読劇「禁断の果実」　(11月2日)
- エッチなお店に潜入してみました Vol.2　(11月23日)
- C-3探偵事務所~あらゆる調査を、愛をこめて、最後まで~ File 1 歪んだ関係に音声レコーダーを!　(12月21日)
- C-3探偵事務所~あらゆる調査を、愛をこめて、最後まで~ File 2 信じられない情事に盗撮ペンカメラを!　(12月28日)

【2019年】
- C-3探偵事務所~あらゆる調査を、愛をこめて、最後まで~ File 3 狂気の愛にテコンドーキックを!　(1月4日)
- C-3探偵事務所~あらゆる調査を、愛をこめて、最後まで~ File 4 エリート社員の秘め事に愛のくすぐりを!　(1月11日)
- C-3探偵事務所~あらゆる調査を、愛をこめて、最後まで~ File 5 素直になれない2人にスイートコーヒーを!　(1月18日)
- GIRL'S CH 男子を 責める･弄ぶ･イカせる select　(2月1日)
- GIRL'S CH 囚われた捜査官 Best select　(3月1日)
- 北野翔太 Best collection vol.3 ドラマ編　(3月29日)
- 北野翔太 Best collection vol.3 リアル編　(3月29日)
- C-3探偵事務所~あらゆる調査を、愛をこめて、最後まで~ ディレクターズカット版　(5月9日)
- パラレルキス　(8月9日)
- あやまん監督 監督作品 あやまんJAPANの『どこでも、誰でも、大丈夫。』(8月9日)
- 北野翔太 Best collection vol.1　(8月26日)
- 本当にあった濡れる話　(8月26日)